# Lahnberge
Die Lahnberge sind ein bis etwa 380 m ü. NHN hoher Höhenzug des Westhessischen Berglandes (auch Westhessisches Berg- und Senkenland genannt). Sie liegen bei Marburg im hessischen Landkreis Marburg-Biedenkopf und bilden den Naturraum 348.01.
Die Lahnberge sind in Nord-Süd-Richtung etwa 16 km lang und in Ost-West-Richtung zwei bis drei km breit.

## Geographie

### Lage
Der bewaldete Buntsandsteinrücken der Lahnberge breitet sich unmittelbar östlich von Marburg parallel zur nach Süden fließenden Lahn aus und überragt das hier etwa 180 bis 190 m hoch liegende Tal des Flusses um maximal etwa 200 m. Er reicht von Cölbe im Norden bis nach Fronhausen im Süden.
Nach Norden trennt das Tal der Ohm den Höhenzug vom sich unmittelbar anschließenden, geologisch ähnlichen Burgwald, nach Süden bildet die Zwester Ohm die Grenze zum Basalt-Plateau des Vorderen Vogelsberges.
Während die Abflachung der Lahnberge zum Amöneburger Becken nach Osten vergleichsweise sanft verläuft, sind die Hänge nach Westen zum Lahntal vergleichsweise steil, was auch auf die Osthänge des sich auf der gegenüberliegenden Talseite anschließenden Marburger Rückens zutrifft, der zusammen mit den Lahnbergen das Marburger Bergland (348.0) bildet.

### Naturräumliche Zuordnung
Der Höhenzug bildet in der naturräumlichen Haupteinheitengruppe Westhessisches Bergland (Nr. 34), in der Haupteinheit Marburg-Gießener Lahntal (348) und in der Untereinheit Marburger Bergland (348.0) den Naturraum Lahnberge (348.01). Nach Nordnordosten über Norden und Westen bis Südwesten fällt die Landschaft in den Naturraum Marburger Lahntal oder Marburger Lahntalsenke (348.02) ab. Nach Nordosten fällt sie in die Ohmsenke (347.0) und nach Osten den Ebsdorfer Grund (347.2) ab, zwei Untereinheiten der Haupteinheit Amöneburger Becken (347). Nach Süden leitet die Landschaft in die Untereinheit Lumda-Plateau (349.0) über, die zur Haupteinheit Vorderer Vogelsberg (349) gehört.

### Gliederung

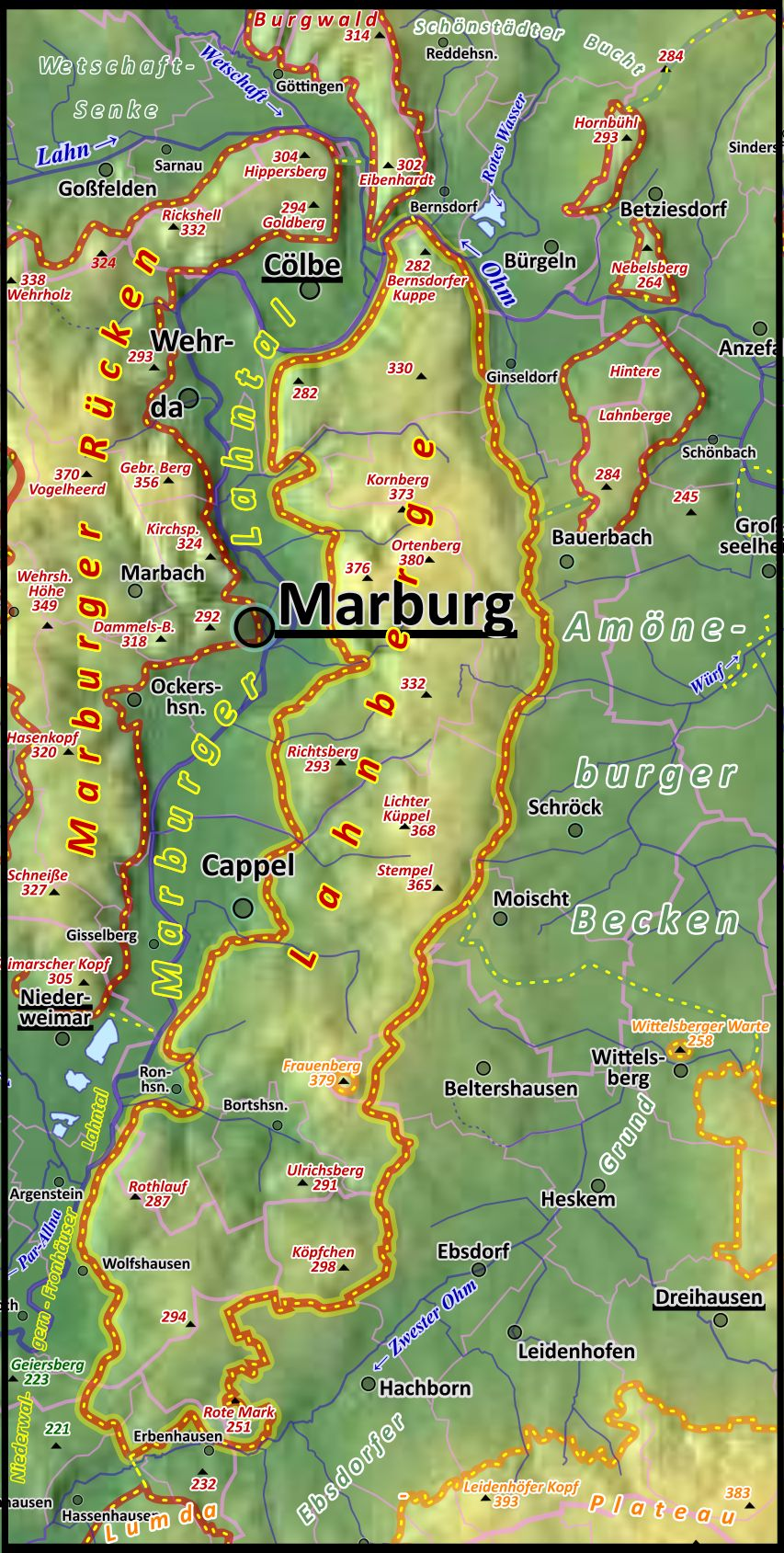
Reliefkarte der Lahnberge (→ detaillierte topographische Naturraumkarte)

Im Vergleich zum flächenmäßig kleineren Marburger Rücken auf der westlichen Lahnseite sind die Lahnberge einfacher aufgebaut und haben nur wenige eigenständige Berge. Von Norden nach Süden zerfallen sie in vier Abschnitte, die sowohl physisch-geographisch als auch von ihren Gemarkungen her gut unterscheidbar sind.
Die Ginseldorfer Lahnberge (Nördliche Lahnberge) liegen, komplett auf Ginseldorfer Gemarkung, nördlich des Grabens Wolfsloch, durch den der Oberlauf des Knutzbachs fließt. Östlich des Grabens liegt die Scharte zu den höheren Lahnbergen auf etwa 318 m ü. NHN. Da die Ginseldorfer Lahnberge die 330 m nirgends übersteigen, handelt es sich in erster Linie um die Nordabdachung der höheren Lahnberge. Im Norden und im Westen gibt es jedoch ein paar markante Randkuppen.
Die Marburg(-Bauerbach)er Lahnberge sind mehr oder weniger die „Uni-Lahnberge“. Sie bestehen in der Hauptsache aus dem Gipfelplateau des 380 m hohen Ortenbergs, über den früher kammnah in Nord-Süd-Richtung die Gemarkungsgrenze von Marburg (W) zu Bauerbach (O) lief. Nach Eingemeindung und zur Errichtung der Klinik und der Institute wurde der jetzt bebaute Teil komplett nach Marburg umgemarkt, sodass nur noch die Osthänge zu Bauerbach gehören. Auf dem südöstlichen Vor-Gipfel Richtsberg entstand in den 1960er die heutige gleichnamige Trabantenstadt. Von diesem abgesehen gibt es zwar diverse Bergnamen in diesem Abschnitt der Lahnberge, aber sie bezeichnen alle mehr oder weniger einzelne Stellen des Gipfelplateaus oder aber Randriedel ohne Gipfelpunkt.
Die Cappeler Lahnberge liegen, mit Ausnahme des Gipfelbereichs des 379 m hohen Frauenbergs (zu Beltershausen), komplett auf Cappeler Gemarkung. Der Pfaffengrundbach, historischer Grenzbach zwischen Marburg und Cappel, bildet eine scharfe Abgrenzung zum Richtsberg, der namensgebende Pfaffengrund, in dem nur ein Neben-Quelllauf fließt, eine ebensolche zum Sonnenblick. Unmittelbar an den Fernstraße nach Kirchhain liegt, noch westlich der Abzweigung nach Schröck, die Scharte zum Ortenberg auf etwa 317 m, also ähnlich hoch wie die Scharte des Ortenberg nach Norden. Allerdings werden hier in Lichtem Küppel (368 m), Stempel (365 m) und Frauenberg (379 m) wieder annähernd die Höhen der Marburger Lahnberge erreicht. Lichter Küppel und Stempel sind weniger als 1 km voneinander entfernt und die Scharte zwischen ihnen liegt auf etwa 334 m. Deutlicher abgetrennt ist der Frauenberg im Süden durch eine Scharte auf etwa 290 m. Das Frauenberg-Massiv wird vom namensgebenden Berg dominiert, verfügt aber über diverse Verzweigungen und dacht sich allmählich zu namentlich bekannteren Randgipfeln nach Norden, Westen und Süden ab.
Südlich des Frauenberg-Massivs liegt die Bortshäuser Senke mit Ronhausen am Westrand und Bortshausen im Zentrum, die früher sogar von der Eisenbahn nach Ebsdorf gequert wurde. Der Schartenpunkt liegt auf gerade einmal etwa 241 m bereits östlich außerhalb der Lahnberge, am Rand des naturräumlichen Ebsdorfer Grundes und auf Ebsdorfer Gemarkung. Von dieser Senke bis zum Durchbruch der Zwester Ohm im Süden ziehen sich die Niederlahnberge (Südliche Lahnberge) über diverse Gemarkungen, die gerade einmal über vier einigermaßen eigenständige Berge mit Höhen von g3erade noch zwischen 287 und 298 m verfügen. Die einzig wirklich markante Scharte ist die zwischen dem kuppigen Ulrichsberg (290,5 m) und dem breiteren Hauptberg Köpfchen (297,7 m) an der Ostseite, die auf etwa 249 m liegt.
Geologisch gehört auch die Nordwestabdachung bzw. der Nordwesten des Lumda-Plateaus, die/der sich jenseits der Zwester Ohm bis zur inselartig basaltischen Burg Staufenberg, noch zur Buntsandsteintafel der Lahnberge und zum geologischen Strukturraum Frankenberger Scholle. Höchste Erhebung dieses Teils des Vorderen Vogelsberg ist ein namenloser Gipfel am Dreigemeindeneck zwischen Ebsdorfergrund, Fronhausen und Staufenberg westlich des Weilers Fortbach, der nur minimal die 300-m-Linie übersteigt.
Eher dem Amöneburger Becken zuzurechnen sind die Hinteren Lahnberge nordöstlich der eigentlichen Lahnberge, die durch das Dorf Bauerbach abgetrennt werden. Sie liegen auf einem leichten, nach Nordosten über den Norden Bauerbachs gehenden Riedel, der hier auf unter 290 m fällt. Zur Ginseldorfer Bucht im Westen fallen die Hänge sanft ab, zur Ohmsenke nach Norden und Osten hingegen deutlich steiler.

### Berge
Zu den Bergen und Erhebungen der Lahnberge gehören – sortiert nach Höhe in Meter (m) über Normalhöhennull (NHN; wenn nicht anders angegeben laut ):

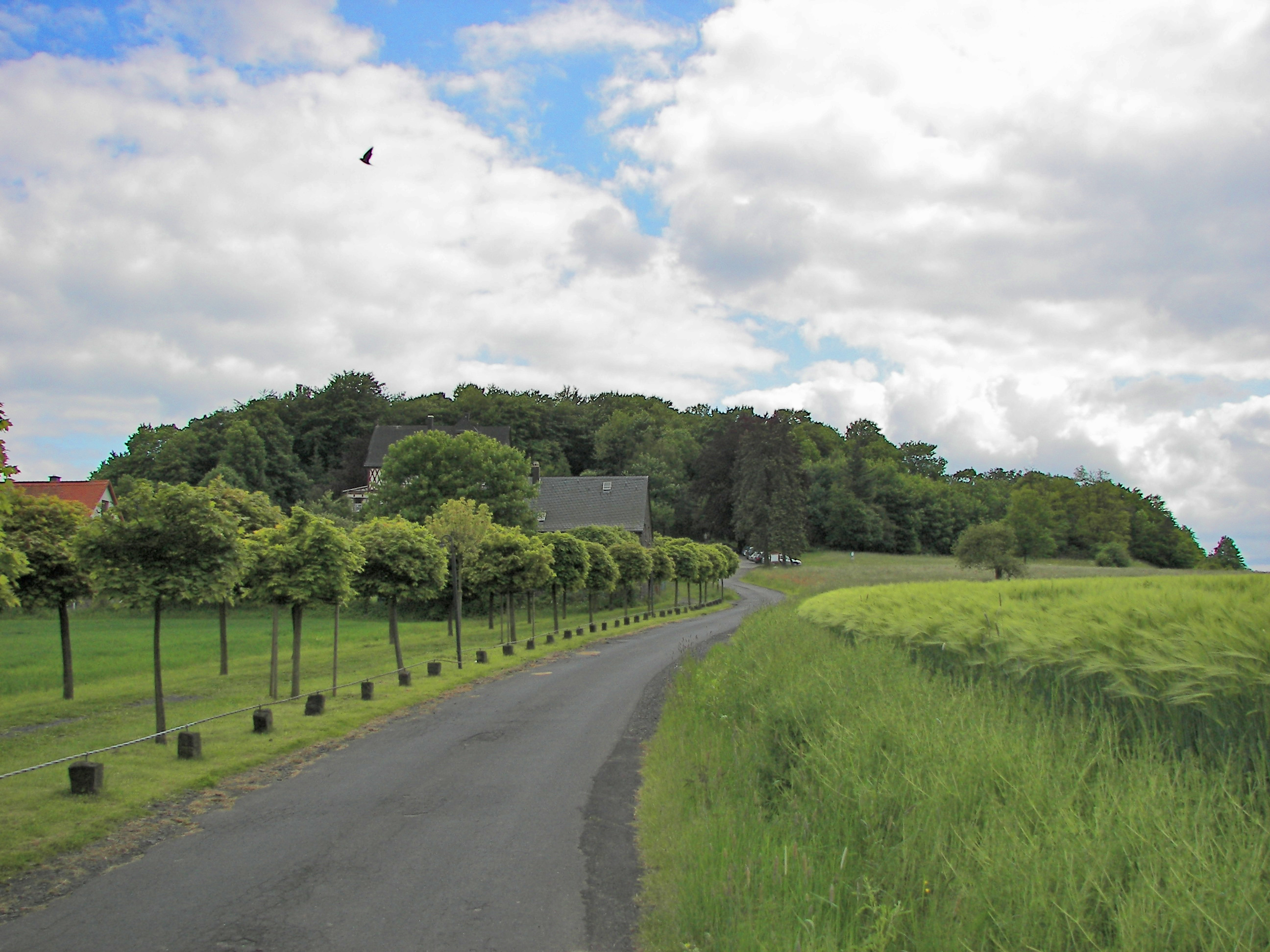
Frauenberg

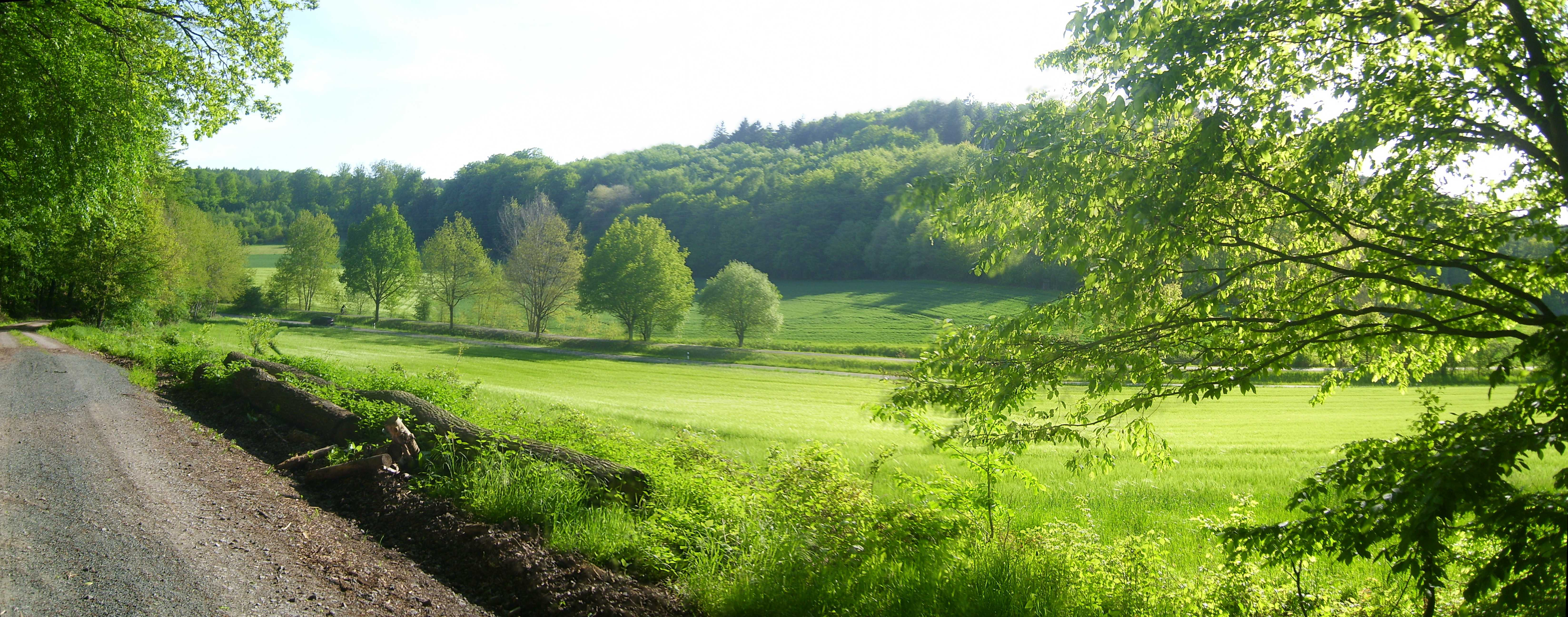
Ulrichsberg

- Ortenberg (gut 380 m) Norden, beim Fernheizkraftwerk; Scharte zum Vorderen Vogelsberg am Hohnes auf etwa 229 m (Koordinaten)
  - Klamberg (ca. 376 m) – Westausläufer des Ortenberges mit dem Sender Marburg und Spiegelslustturm
  - Kornberg (ca. 373 m) – Nordwestausläufer des Ortenberges
  - Wannkopf (341,7 m), östlich des Ortenbergs am Hang
  - Katharinenberg (ca. 335 m), unmittelbar südlich der Scharte zu den Ginseldorfer Lahnbergen
  - Richtsberg (293,3 m)[6] – südwestlicher Vor-Gipfel mit Trabantenstadt Richtsberg
- Frauenberg (379,4 m) – Süden, mit der Burgruine Frauenberg, westlich von und Gemarkung Beltershausen; Südteil Cappeler Lahnberge
  - Ringelskopf (ca. 323 m) – nordöstlicher Vor-Gipfel und Basis diverser Randgipfel:
    - Heidenkopf (285,1 m) – Südwestausläufer, nordöstlich von Ronhausen
    - Mühlenberg (254,4 m) – Westausläufer, südöstlich der Steinmühle

  - Wittstrauch (322 m)[6] – nordöstlicher Vor-Gipfel am Ostrand der Lahnberge, nah der Scharte zum Stempel
- Lichter Küppel (368,3 m) – Nordteil Cappeler Lahnberge
- Stempel (365,4 m) – knapp 1 km südsüdöstlich des Lichten Küppel, westlich von Moischt; Nordteil Cappeler Lahnberge
  - Köppel (260,4 m)[6] – westlicher Vor-Gipfel, jenseits der Landesstraße nach Beltershausen; unmittelbar östlich von Cappel
- Hauptgipfel Ginseldorfer Lahnberge (329,6 m)[7]
  - Mühlenberg (ca. 287 m)[8] – östlich von Cölbe, äußerster Norden der Lahnberge
  - Hohenstein (am Nordgipfel 282,1 m,[7] namentlicher ebenfalls über 280 m) – Westgipfel, östlich des Afföller
  - Bernsdorfer Kuppe (282,0 m) – äußerster Nordgipfel zwischen Cölbe (W), Bernsdorf (N und) und Bürgeln in unmittelbarer südlicher Nachbarschaft zum Burgwald
- Köpfchen (297,7 m) – westlich von und Gemarkung Ebsdorf; Südosten der Niederlahnberge
- Schanzenberg[9] (293,6 m)[6] – südöstlich von und Gemarkung Wolfshausen, Ostseite mit Schanzen Gemarkung Hachborn; Südwesten der Niederlahnberge
  - Rote Mark (251,4 m) – Südsüdostausläufer, westlich von und Gemarkung Hachborn
  - Hassenberg (mit 241,7 m ausgewiesen, jedoch kein Gipfel) – Südsüdwestriedel nördlich von und Gemarkung Hassenhausen
- Ulrichsberg (290,5 m) – südöstlich von und Gemarkung Bortshausen; Nordosten der Niederlahnberge
- Rothlauf (287,4 m) – im Süden, östlich von Argenstein, Gemarkungen Ronhausen und Wolfshausen; Nordwesten der Niederlahnberge

## Öffentliche Einrichtungen
Auf den Lahnbergen, genauer gesagt auf deren höchster Erhebung Ortenberg und seinen Ausläufern, befinden sich neben dem Spiegelslustturm (nach der nahe gelegenen Gaststätte „Spiegelslust“; offiziell: Kaiser-Wilhelm-Turm) unter anderem die Uniklinik, die Klinik Sonnenblick, das Max-Planck-Institut für terrestrische Mikrobiologie, zudem die meisten naturwissenschaftlichen Fachbereiche der Universität Marburg sowie das Fernheizwerk Lahnberge. Zwischen 1961 und 1977 wurde in unmittelbarer Nähe des Fachbereichs Biologie der Neue Botanische Garten angelegt. Für die neuen Universitätsbauten auf den Lahnbergen entwickelte man 1961 bis 1963 eigens das Marburger System, das erste Fertigteilkonzept im bundesdeutschen Hochschulbau. Der Verlegung wichtiger Teile der Universität auf den Ortenberg gingen einige Gemeindestrukturveränderungen voraus. So wurde die Gipfelregion, die vormals zu Bauerbach gehört hatte, zunächst der Stadt Marburg einverleibt. Bei der Hessischen Gebietsreform 1974 wurden schließlich Bauerbach sowie alle anderen Dörfer am unmittelbaren Osthang der Lahnberge (bis auf Beltershausen im Süden) eingemeindet.

## Geschichte

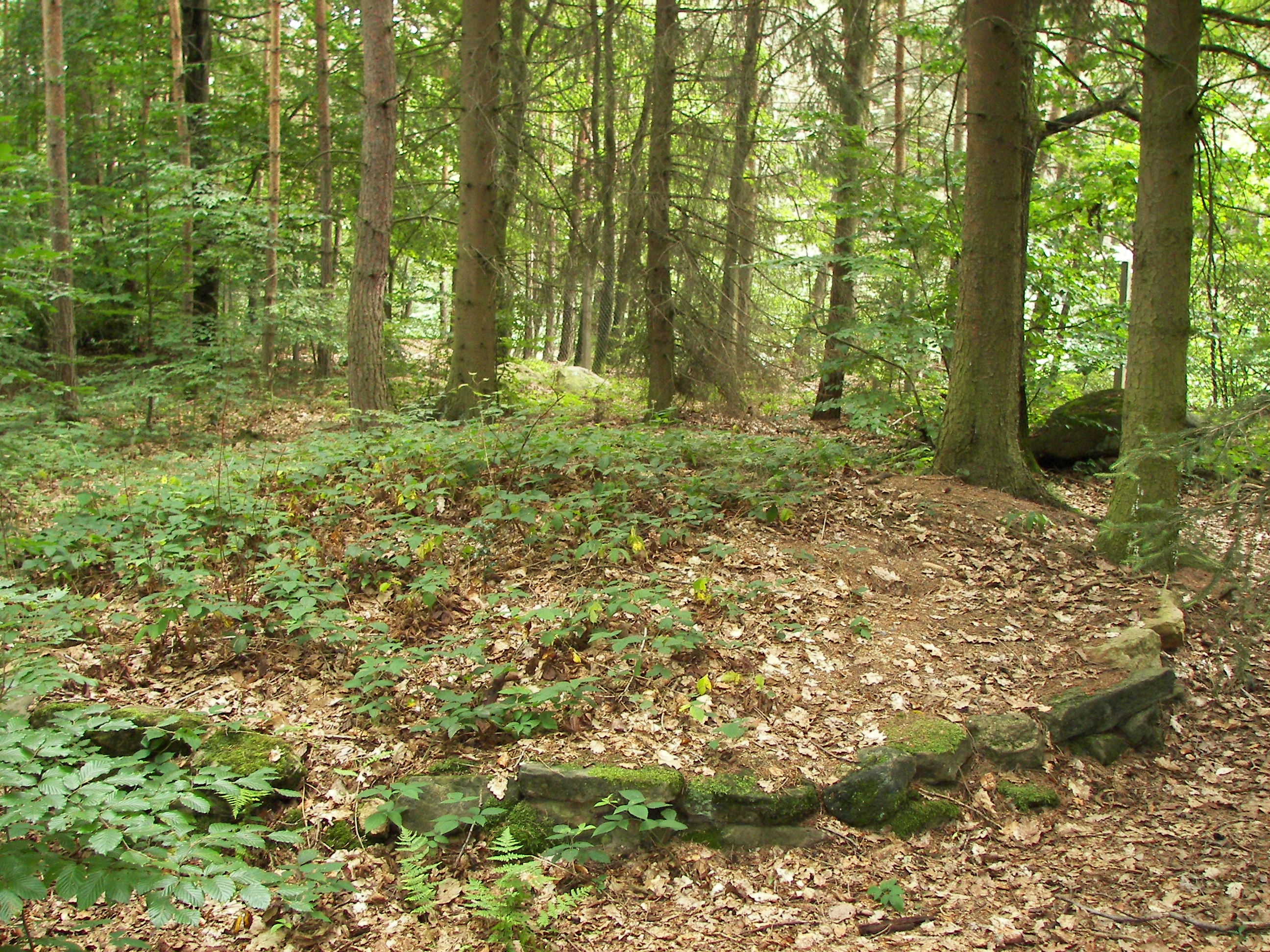
Hügelgrab

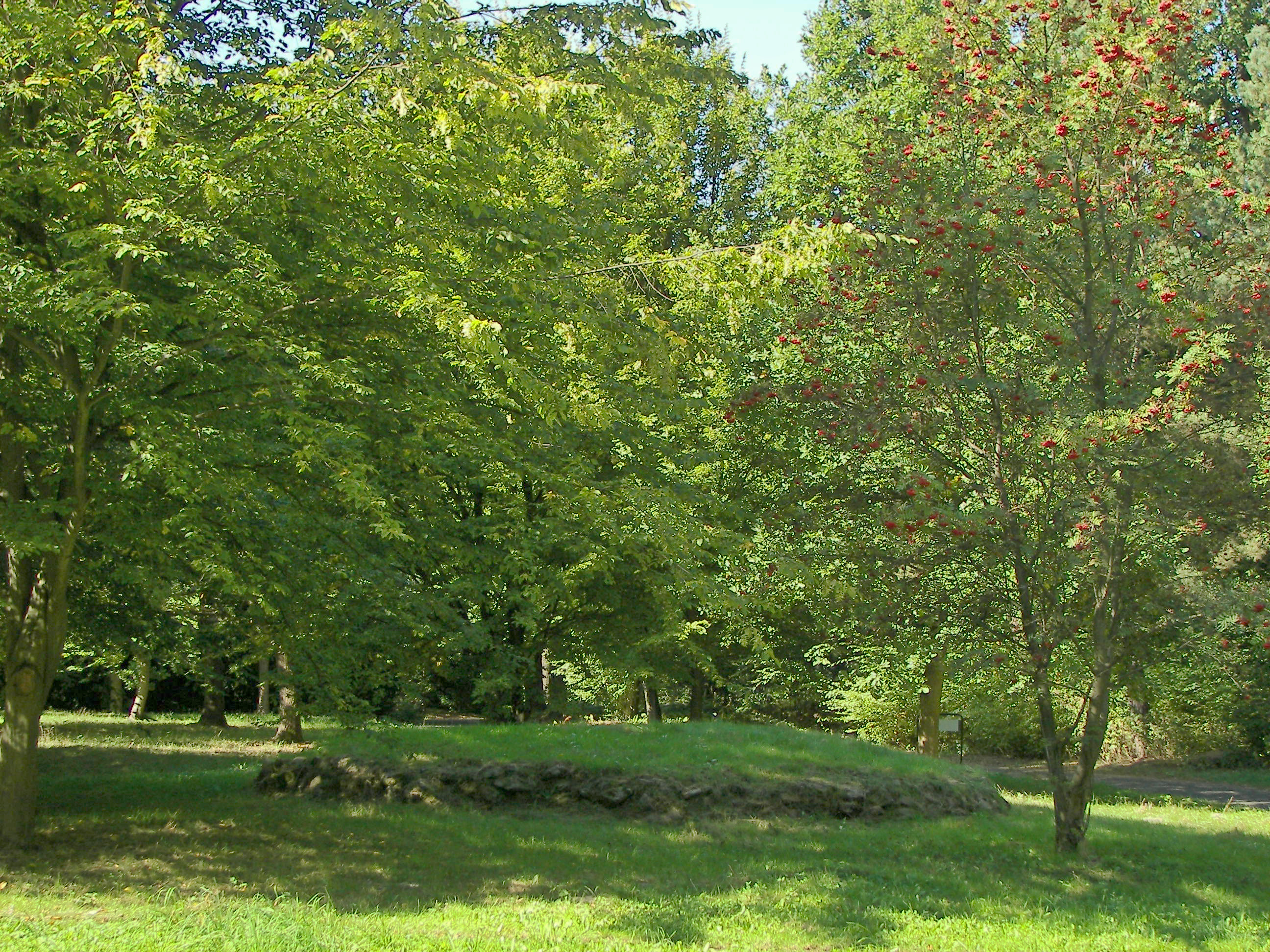
Hügelgrab

Auf den Lahnbergen wurden über 200 Hügelgräber aus der mittleren Bronzezeit und älteren Eisenzeit (Hallstattkultur) entdeckt.
Nachdem größere Teile des Amöneburger Beckens, insbesondere die Ortschaften am Osthang des Höhenzuges, bis 1802 zum Erzstift Mainz gehörten, markieren die Lahnberge hier den Grenzkamm zwischen der Landgrafschaft Hessen bzw. Hessen-Kassel und der kurmainzischen Exklave um Amöneburg. Gleichzeitig bilden sie damit eine historische Konfessionsgrenze zwischen dem protestantischen Hessen und dem katholischen Kurmainz.
Obwohl Marburg im Zweiten Weltkrieg bis auf den Bahnhof Marburg (Lahn), welcher Ziel von Angriffen der Alliierten war, fast unversehrt blieb, befinden sich in den Lahnbergen bis heute zahlreiche Bombentrichter und vermutete Blindgänger.

## Zur Nomenklatur

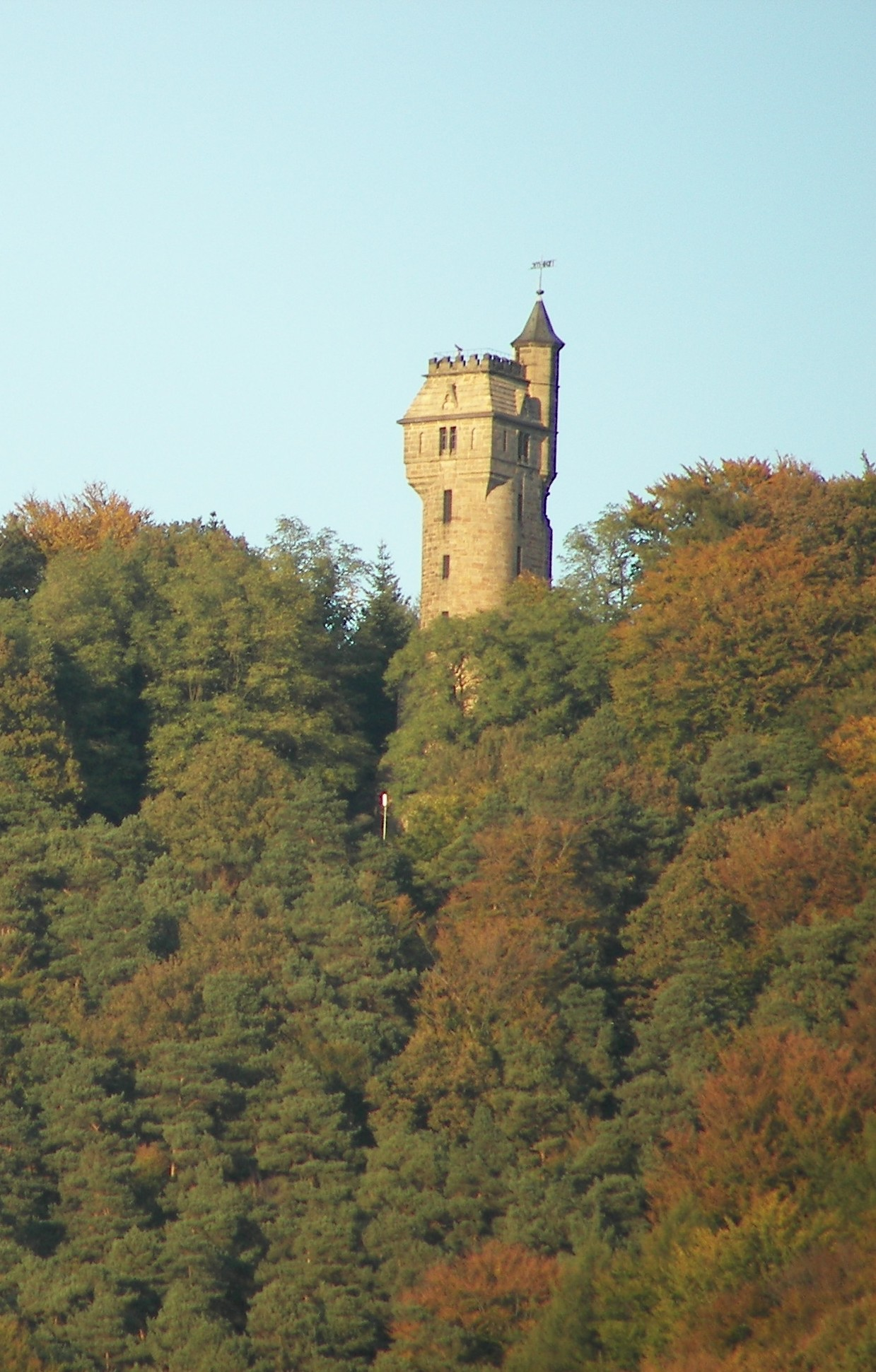
Spiegelslustturm

Die Kernzone der Lahnberge besteht aus dem in Nord-Süd-Richtung langgezogenen Rücken des Ortenberges im Norden, dem Lichten Küppel und dem Stempel in der Mitte und dem vulkanischen Frauenberg im Süden.
Sprechen Marburger indes von den „Lahnbergen“, so meinen sie in der Regel ausschließlich den Ortenberg, auf dem sich die gemeinhin mit Lahnberge bezeichneten und ausgeschilderten Teile der Philipps-Universität und das Klinikum befinden.
Unter „Ortenberg“ verstehen Marburger demgegenüber zumeist den inneren Marburger Stadtteil am westlichen Fuße des gleichnamigen Berges.
Der mittlere Teil der eigentlichen Lahnberge mit dem Lichten Küppel wird indes oft als „Richtsberg“ bezeichnet, wie die Trabantenstadt an dessen westlichem Vor-Gipfel nebst Westhang heißt.

## Galerie

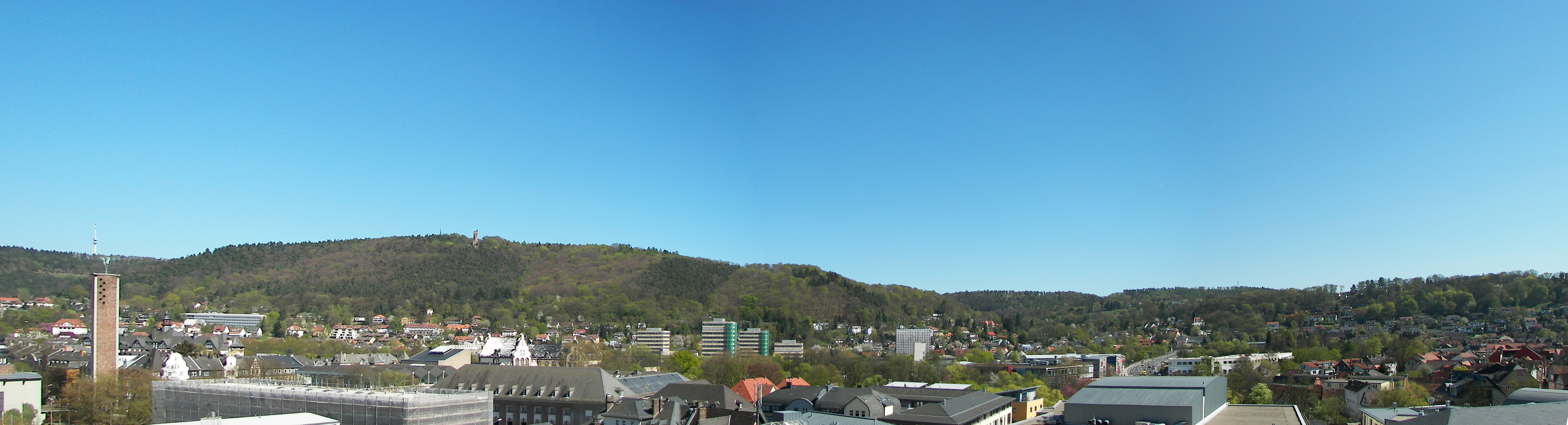
Panoramabild des Ortenberges (links der Mitte) nebst Spiegelslustturm von Westen

Panoramabild der gesamten Lahnberge von der Amöneburg aus gesehen (Osten)